# 柘城孟庄遗址
柘城孟庄遗址又名心闷寺遗址，位于中华人民共和国河南省商丘市柘城县岗王乡孟庄村，1986年被列为第二批河南省文物保护单位，2013年被列为第六批全国重点文物保护单位。
李庄遗址为商代二里岗文化遗址，发掘于20世纪70年代，南北长280米，东西长110米。在其中发现了大量的窖穴、房基、墓葬、灰坑、夯土基址、冶铸作坊、窑址及灰坑。另在夯土城基中发现一具女性骨架，在其身上发现三道绳痕，推测为殉葬奴隶。